# Porodní tíseň
Porodní tíseň označuje poškození tkání a orgánů nově porozeného dítěte, často v důsledku fyzického tlaku nebo traumatu během porodu. Termín také zahrnuje dlouhodobé následky, často kognitivní povahy, poškození mozku nebo lebky. Lékařské studie porodních tísní se datují až do 16. století a morfologické důsledky nesprávného porodu jsou popsány v lékařské literatuře z období renesance. Poranění při porodu zabírá jedinečnou oblast zájmu a studia v lékařském kánonu. V mezinárodní klasifikaci nemocí má „porodní tíseň“ 49 individuálních kódů (P10-Р15).
Často však existují jasné rozdíly mezi poškozením mozku způsobeným porodní tísní a poškozením způsobeným nitroděložní asfyxií. Je také zásadní rozlišovat mezi „porodní tísní“ a „porodním poraněním“. Poranění při porodu zahrnují jakékoli systémové škody vzniklé během porodu (hypoxické, toxické, biochemické, infekční faktory atd.); „porodní tíseň“ se zaměřuje převážně na mechanické poškození. Caput succedaneum, modřiny, krvácení podél přemístění kraniálních kostí a subkapsulární hematomy jater patří mezi hlášená poranění. Na druhou stranu porodní tíseň zahrnuje trvalé vedlejší účinky fyzických poranění včetně následných kompenzačních a adaptačních mechanismů a rozvoje patologických procesů (patogeneze) po poškození.

## Příznaky a symptomy
Po porodní tísni se mohou vyskytnout následky u matky i u dítěte.
Porodní tíseň je v západním světě neobvyklá ve vztahu k mírám ve třetím světě. Na Západě se zranění vyskytuje u 1,1 % císařských řezů.

## Příčiny
K příčinám patří
- cephalo-pánevní disproporce,
- krátký a rychlý porod,
- zpožděný a prodloužený porod,
- neobvyklá pozice při porodu,
- asinclitismus,
- abnormální postoj plodu (extensorová vkládací hlava),
- otočení u porodu,
- zrychlení a stimulace narození,
- porod koncem pánevním,
- kleště a vakuové odsávání.[3]

I když během porodního procesu může nastat řada možných typů poranění, je dobře popsána řada specifických stavů. Obrna brachiálního plexu se vyskytuje u 0,4 až 5,1 kojenců na 1 000 živě narozených. Poranění hlavy a poškození mozku při porodu může vést k určitému počtu onemocnění zahrnující caput succedaneum, kefalhematom a krvácení subgaleální, subdurální, subarachnoidální, epidurální a intraventrikulární.
Nejčastější zlomeninou během porodu je zlomenina klíční kosti (0,5 %).

## Epidemiologie

Ztracená léta života v důsledku nemoci pro porodní asfyxii a porodní tíseň na 100 000 obyvatel v roce 2002
nejsou data
méně než 150
150-300
300-450
450-600
600-750
750-900
900-1050
1050-1200
1200-1350
1350-1500
1500-1750
více než 1750